# 地獄のハイウェイ
『地獄のハイウェイ』 (Highway to Hell) は、オーストラリア出身のハード・ロックバンドAC/DCが1979年に発表したアルバム。「Highway to Hell」を正しく訳すなら、「地獄へのハイウェイ」となる。

## 解説
メジャーデビューから6作目にあたり、アメリカではビルボード最高位17位につけプラチナ・ディスクを、イギリスでもゴールド・ディスクを獲得した。
タイトル曲がヒット、そして発売の翌年2月に（メジャー・デビュー後の）初代ヴォーカリストであったボン・スコットが急死し遺作となったことから、バンドとしては重要な位置を占めるアルバムである。
『ローリング・ストーン誌が選ぶオールタイム・ベストアルバム500』に於いて、200位にランクイン。
日本では、2000年代から国内盤が入手しづらい状態が続いていたが、2007年12月に紙ジャケ復刻され再発売された。

## 収録曲
全曲アンガス・ヤング、マルコム・ヤング、ボン・スコットの共作。
1. 地獄のハイウェイ - Highway to Hell – 3:28
2. 女たちのリズム - Girls Got Rhythm – 3:23
3. 地獄の絆 - Walk All Over You – 5:10
4. タッチ・トゥー・マッチ - Touch Too Much – 4:26
5. 闇から追い出せ - Beating Around the Bush – 3:56
6. ショット・ダウン - Shot Down in Flames – 3:23
7. 熱くやろうぜ - Get It Hot – 2:34
8. 流血の叫び - If You Want Blood (You've Got It) – 4:36
9. ハングリー・マン - Love Hungry Man – 4:17
10. 夜のプローラー - Night Prowler – 6:28

## 参加ミュージシャン
- ボン・スコット - ボーカル
- アンガス・ヤング - リードギター
- マルコム・ヤング - リズムギター、バッキング・ボーカル
- クリフ・ウィリアムズ - ベース、バッキング・ボーカル
- フィル・ラッド - ドラムス